# زقاق الجن
زقاق الجن منطقة صناعية في حيّ يقع في منتصف دمشق في منطقة «البرامكة»، من مناطق مدينة دمشق في سوريا.  يشتهر كسوق صناعي لبيع قطع تبديل السيارات، ومكان للباعة الجوالين.  كان الحي بساتين حتى خمسينيات القرن الماضي، وكان أهالي المنطقة يحسبون حساب الدخول إليها، لأنه كانت قد سرت إشاعات أنها مسكونة بالجن. 

## الاسم
رغم تغير اسمه وتبديله باسم شارع عثمان بن مظعون، إلا أن سكان المنطقة مازالوا إلى اليوم يطلقون عليه ذلك الاسم. 

### حول تسميته
كان العامة يعتقدون أن المنطقة مسكونة بالجن قبل أن تعمر، وأن الجن كانوا ينشرون في أرجاء المكان رائحة العطر والبخور، وربما يكون سبب وجود مثل هذا الاعتقاد أن المنطقة كثيرة الرياح، لوقوعها في ممر الرياح بين جبلي الربوة والمزة، فتقوم الرياح بتحريك الأشجار العالية، ما ينتج عنه أصوات تشبه الهمهمة والصفير. 
وفي رواية أخرى حول التسمية يقول السكان إن المنطقة كانت مغلقة، فحين يقف شخص ويصرخ صوتا عاليا فيرتد إليه صدى هذا الصوت، الأمر الذي كان يخيف السكان. 
أما القصة الأخرى فهي مختلفة عن سبب تسمية الحي، فيقال  أن راعي أغنام كان يرعى أغنامه في بساتين زقاق الجن، وفجأة بدأت إحدى أغنامه تستطيل إلى الأمام، فاعتقد أنها جني. 

## الموقع
يحد منطقة زقاق الجن من الغرب مدينة تشرين الرياضية، ومن الشرق شارع ابن العباس بداية الأوتوستراد السريع المتجه نحو الجنوب.

## المنطقة
في المنطقة منشأت صناعية خاصة بالسيارات وقطع الغيار وكراجات لتصليح السيارات ومحطات للعناية بالسيارات ومحلات مختصة وشركات لقطع غيار السيارات والاليات الزراعية والصناعية.

## حاليا
زقاق الجن طرأت عليه الكثير من  التغييرات، فقد توسعت منطقة «الشربيشات» التي تُسمى «الإطفائية» حالياً، ونظّمت منطقة زقاق الجن كمنطقة صناعية لتصليح السيارات. 